# Nordwest-Rebellion
Der Nordwest-Widerstand (Northwest Resistance), früher auch Nordwest-Rebellion oder Saskatchewan-Rebellion genannt, war ein Aufstand der Métis und lokaler Sippen vom Stamm der Cree- und Assiniboine-Indianer gegen die Kanadische Regierung und fand 1885 auf dem Gebiet der heutigen kanadischen Provinz Saskatchewan statt.

## Hintergrund

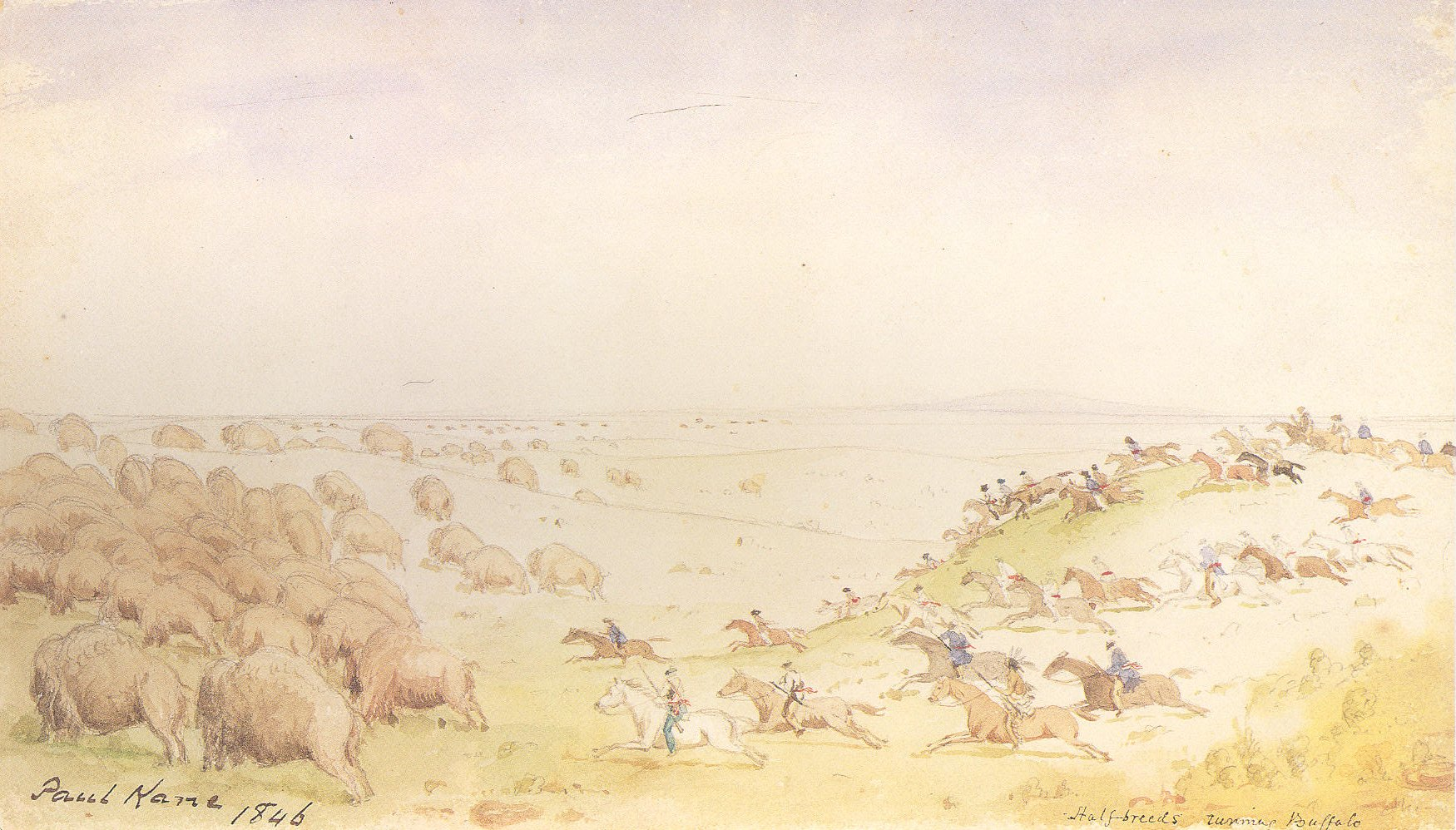
Métis auf Büffeljagd, Skizze des kanadischen Malers Paul Kane aus dem Jahre 1846

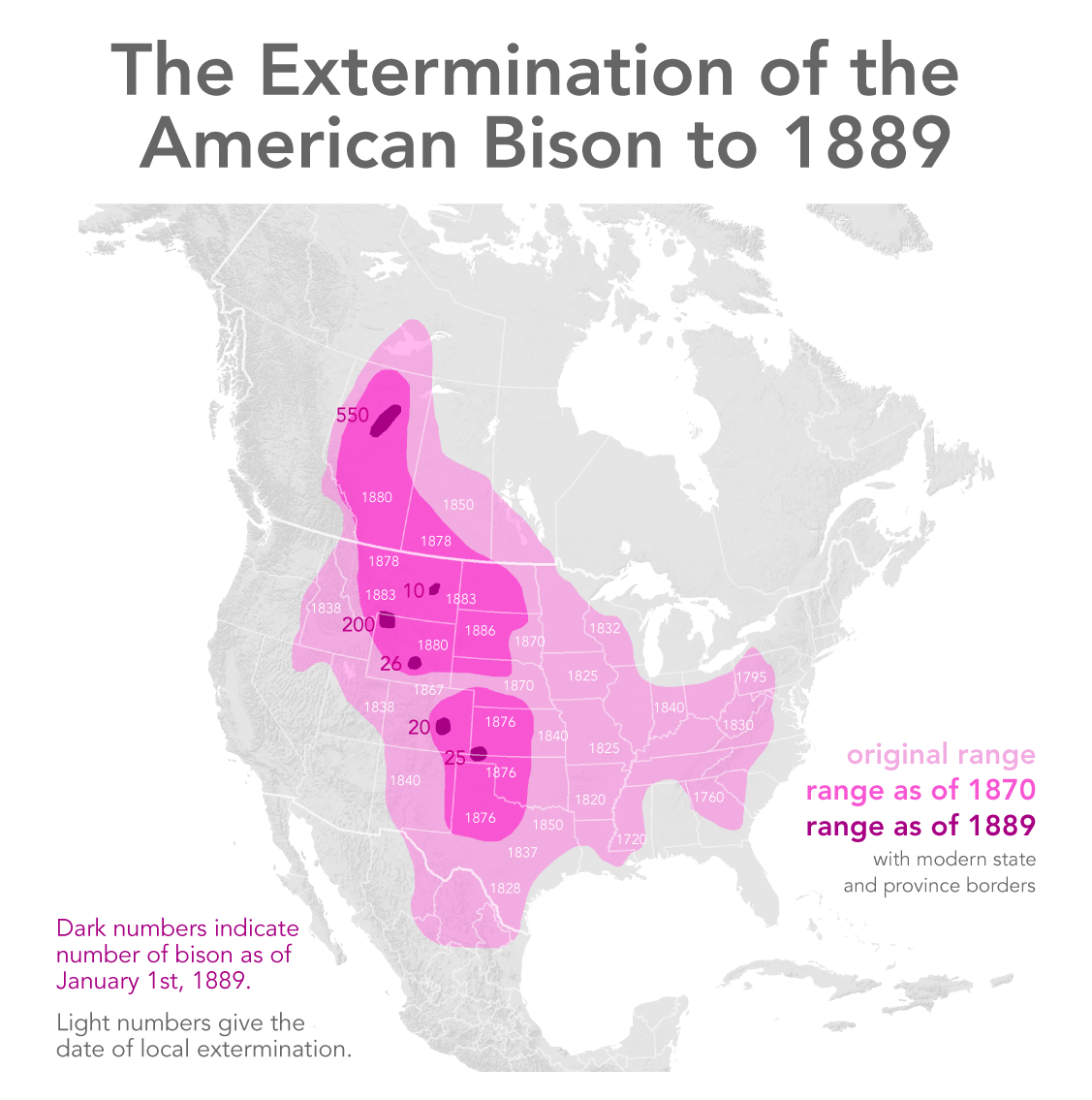
Rückgang der Büffelbestände

Die Métis, Nachfahren hauptsächlich französischer Pelzhändler und indianischer Frauen, hatten sich in der ersten Hälfte des 19. Jahrhunderts am Ufer des Red River niedergelassen. Dort betrieben sie Landwirtschaft im alten Stil der französischen Einwanderer, ihre bedeutendere Nahrungs- und Einnahmequelle aber war die Büffeljagd. Die über den Eigenbedarf hinaus erlegten Büffel verkauften sie an die Hudson’s Bay Company, die größere Mengen Pemmikan für den Fellhandel im nahrungsarmen Norden benötigte.
Zwei Entwicklungen sollten diesen Zustand aber bald beenden. Zum einen drängten Farmer von Osten aus Québec und Ontario in die weite Prärie der heutigen Provinzen Manitoba und Saskatchewan und von Westen aus British Columbia in das heutige Alberta. Sie betrieben Landwirtschaft in wirtschaftlicherer Form, benötigten aber auch viel größere Flächen für ihre Farmen. Zum anderen wurden die zuvor etwa 60 Millionen Büffel der nordamerikanischen Prärie zwischen 1872 und 1884 nahezu ausgerottet, da sie den Schusswaffen der Europäer hoffnungslos ausgeliefert waren und in riesigen Mengen erlegt und mit der 1869 fertiggestellten Central Pacific Railroad an die Ostküste transportiert wurden.
Die 1867 gegründete Canadian Dominion, Vorläufer des heutigen Kanada, kaufte 1869 die riesigen Gebiete der Hudson’s Bay Company, zu der auch die Prärie nördlich der Grenze zu den USA gehörte. Das von Ontario und Québec nächstgelegene Gebiet an der im Bau befindlichen Canadian Pacific Railway war der Red-River-District, und als kanadische Landvermesser dort eintrafen und Land für Neusiedler ohne Rücksicht auf die Métis absteckten, kam es zur Red-River-Rebellion unter deren Anführer Louis Riel. Der Aufstand fand ein unblutiges Ende und die kanadische Regierung berücksichtigte mit dem Manitoba Act auch zum Teil die Anliegen der Métis. Ihrem politischen Führer Riel aber verweigerten sie eine Amnestie für die Rebellion, und den Sitz im Parlament, in das er mehrfach gewählt wurde, konnte er nie wahrnehmen und verblieb im Exil in den USA.
In den Jahren nach der Red-River-Rebellion folgten die Métis aber den zurückgehenden Büffel-Beständen gen Westen und verließen den Red-River-District. In ihren neuen Siedlungen Batoche und St. Laurent de Grandin im heutigen südlichen Saskatchewan führten sie zunächst ein ähnliches Leben wie zuvor am Red River. 1884 wurde Riel von einer Delegation aus Batoche gebeten, dort einen erneuten Versuch zur Errichtung einer eigenen Provinz zu unternehmen. Alle diplomatischen Bemühungen wurden diesmal aber von der Regierung in Ottawa ignoriert. Zudem wurde zu Beginn der 1880er der geplante Verlauf der Transkontinentalstrecke in diesem Bereich 200 km nach Süden verlegt, und das so für Neusiedler zu erschließende Gebiet überlagerte die neuen Siedlungen der Métis.
Zur gleichen Zeit wurde die Lage der Cree- und Assiniboine-Indianer der Gegend durch die verschwindenden Büffelherden ebenfalls dramatisch. Zeitweise lagerten tausende hungernde Indianer um Regierungsposten, um in Reservats-Verträgen zugesicherte Lebensmittelhilfen einzufordern, was nur unvollständig eingehalten wurde.

## Hergang

### Die Provisorische Regierung Saskatchewans

Gabriel Dumont

Nach Riels Rückkehr zu den Métis gründeten sie die Provisorische Regierung Saskatchewans, der sich aber die meisten Indianer und Anglo-Métis (englischstämmige Métis) nicht unterordneten. Ihre Macht blieb auf das hauptsächlich von französischen Métis bevölkerte Batoche beschränkt. Gabriel Dumont wurde zum Gouverneur der Provisorischen Regierung erklärt, auch wenn faktisch Riel die oberste Gewalt innehatte. Sekretär der Regierung war der Journalist Honoré Jackson.
Die kanadische Regierung lehnte unterdessen die neuen Anliegen der Métis weitestgehend ab und entschied sich mit einer Wende der bis dahin moderaten Politik zur rigorosen Niederschlagung der Provisorischen Regierung. Dies führt man heute auch auf die offene Absicht Premierminister John Macdonalds zurück, der Besiedlung entlang der neuen Eisenbahn alle Möglichkeiten offen zu halten.
Zu Beginn des Jahres 1885 zog die kanadische Regierung alle entbehrlichen Kräfte aus der Region in Richtung Batoche zusammen, um den Aufstand zu beenden. Diese waren aufgrund der äußerst dünnen Besiedlung der riesigen neuen Territorien allerdings mit etwa 200 Mann zahlenmäßig gering. Gleichzeitig wurden aus dem Osten unter der Führung des Oberkommandeurs Major General Frederick Middleton etwa 3000 Mann und eine neuartige Gatling-Kanone in Richtung Winnipeg, dem früheren Red-River-District, in Bewegung gesetzt, da man das Ausmaß der Rebellion bereits erahnte.

### Die Schlacht von Duck Lake

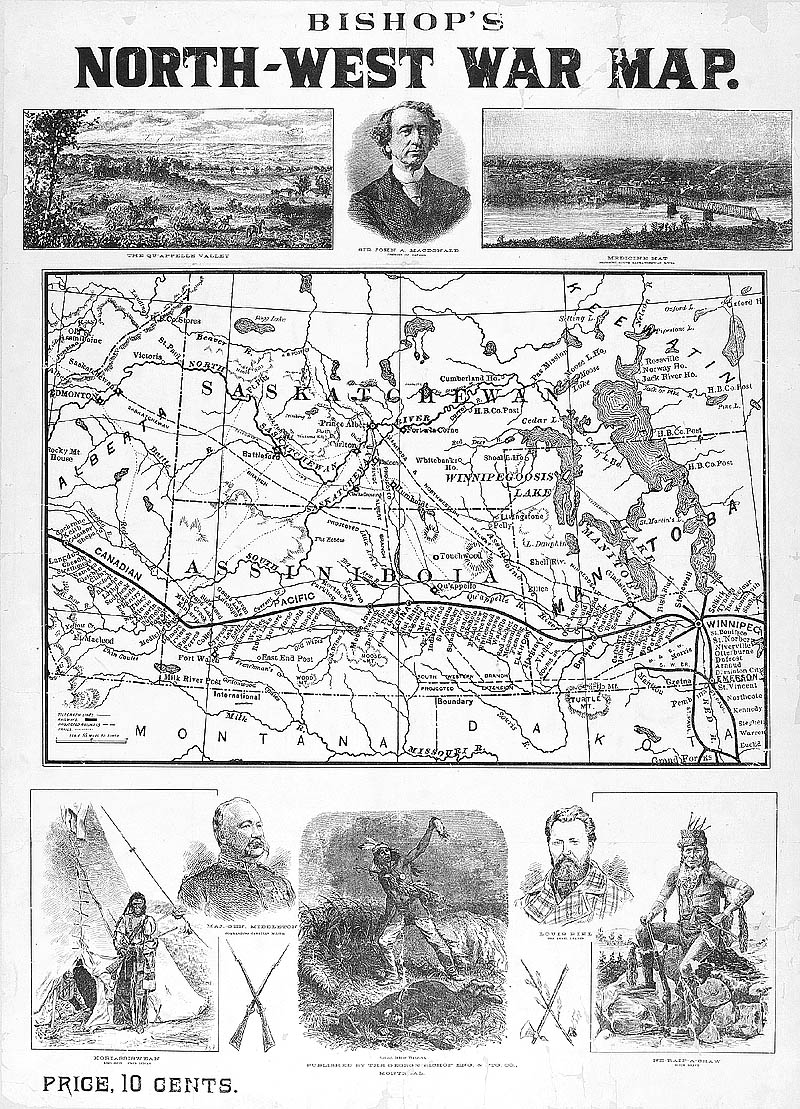
Plakat mit Karte des Kriegsschauplatzes

Am 26. März 1885 rückten die ersten regionalen Truppen unter Leif Crozier von Fort Carlton in Richtung Batoche aus und es kam zu einem Scharmützel bei Duck Lake auf dem Carlton Trail. Nach einem Verhandlungsversuch, bei dem die beiden Emissäre der Métis erschossen wurden, griffen Croziers Leute an, wurden zurückgeschlagen und traten den Rückzug an. Auf Riels Veranlassung sah Dumont von einer Verfolgung der geschlagenen Truppen ab. Das Datum markierte den Ausbruch der Rebellion.

### Middleton plant in Winnipeg
Am Tag darauf, dem 27. März, traf General Middleton gleichzeitig mit den Nachrichten von der Schlacht bei Duck Lake in Winnipeg ein. Er beratschlagte mit Edgar Dewdney, dem Gouverneur der Nordwest-Territorien, zu denen das heutige Saskatchewan damals noch gehörte. Sie trafen die Entscheidung, sich vorrangig der Festnahme oder Beseitigung Riels zu widmen, da sie ihm verheerenden Einfluss in der Rebellion zumaßen.
Damit stand Batoche als Hauptmarschrichtung der Truppen fest und die in den folgenden Tagen per Bahn eintreffenden Truppenteile aus Ontario, Québec und Halifax wurden nach Qu’Appelle weitergeleitet, dem zu Batoche nächsten erreichbaren Punkt der gerade erst fertiggestellten Bahntrasse nach British Columbia der Canadian Pacific Railway. Nur ein kleiner Teil der Truppen unter Colonel William Otter sollte weiter bis Swift Current fahren, um von dort nach der Schneeschmelze mit entsprechendem Wasserpegel per Dampfschiff den South Saskatchewan River nach Batoche zu befahren.

### Das Frog-Lake-Massaker
Bereits 1884 hatten sich die Cree unter Big Bear, die sich durch die Reservats-Verträge betrogen fühlten und sich wegen der fortschreitenden Ausrottung der Büffel in prekärer Lage befanden, zu einem vereinten Vorgehen gegen die europäischen Kanadier entschlossen. Wohl auch ermutigt durch den Sieg der Métis am Duck Lake trieben am 2. April 1885 junge Indianer-Krieger unter Wandering Spirit am Frog Lake im heutigen südlichen Alberta alle weißen Siedler der Umgebung in einer Kirche zusammen. Sie erschossen neun Siedler und behielten die restlichen drei als Geiseln. Die Nachricht von dem Ereignis, als Frog-Lake-Massaker bezeichnet, erreichte wenige Tage später Middleton. Otter wurde sofort weiter nach Battleford geschickt, um eine Ausweitung der Rebellion nach Westen zu unterbinden. Gerade erst in Winnipeg eingetroffene Bataillone wurden auch dorthin weitergeleitet und zusätzlich brachen unter General Strange sogar Truppen aus Calgary in Alberta auf. Man befürchtete eine Eskalation der Rebellion bei den Cree unter Big Bear; die meisten Soldaten blieben aber weiter in Richtung Batoche in Bewegung.

### Die Schlacht am Fish Creek

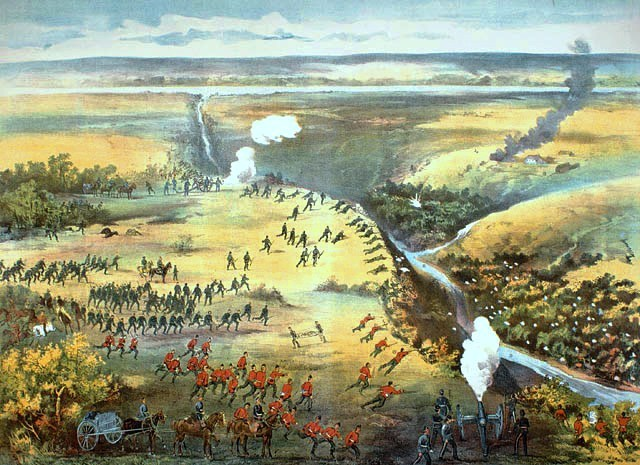
Die Schlacht am Fish Creek

Nach dem Erreichen von Qu’Appelle mit dem Zug marschierten die Truppen auf dem Weg nach Batoche zum South Saskatchewan River und folgten diesem flussabwärts. Kurz vor Batoche, bei den Siedlungen an der Mündung des Fish Creek, wurden Middletons Truppen von den Métis unter Führung Dumonts angegriffen. Bereits seit dem Abmarsch von Qu’Appelle waren Dumont und Riel durch ihre Scouts von den Bewegungen Middletons gut informiert. So hatten sie die für sie typischen Schützen-Kuhlen (engl. „rifle-pits“) vorbereitet und schlugen am 24. April in der Schlacht am Fish Creek mit nur geringen eigenen Verlusten die Anrückenden schwer. Auf der Gegenseite brachten die beiden eingesetzten Feldgeschütze wenig, die Kanoniere waren durch ihre exponierte Stellung sogar besonders stark von Verlusten betroffen. Der vor und auch noch während der Schlacht optimistische und furchtlose Middleton wurde danach übervorsichtig und zögerlich.

### Die Schlacht am Cut Knife
Unterdessen befand sich Colonel Otter, nun auch verstärkt durch die nachgerückten Truppen, in Battleford. Die im benachbarten Reservat unter Poundmaker lebenden Indianer hatten bis dahin Neutralität gewahrt und sich nicht an der Rebellion beteiligt. Es war allerdings zu kleineren Plünderungen durch Einzelne der schwer hungernden Indianer gekommen. Angetrieben durch besorgte Siedler und seine eigenen unruhigen, kampfeshungrigen Soldaten rückte Otter am 1. Mai 1885 entgegen einem telegrafischen Befehl Middletons mit etwa 300 Mann aus Battleford in Richtung Reservat aus. Am Morgen des 2. Mai gerieten sie im Reservat am Cut Knife Hill, unmittelbar vor dem Lager der Indianer, in einen Hinterhalt. Otters Männer fanden sich auf dem kahlen Hügel ausgeliefert, während die Indianer aus guter Deckung in niedrigeren Lagen schießen konnten, und so schlug Poundmakers Kriegshäuptling Fine-Day Otter trotz der modernen Gatling-Kanone in der Schlacht am Cut Knife in die Flucht. Er hätte sie auf ihrem Rückzug sogar vernichtend schlagen können, Poundmaker hielt ihn jedoch zurück.

### Die Schlacht von Batoche

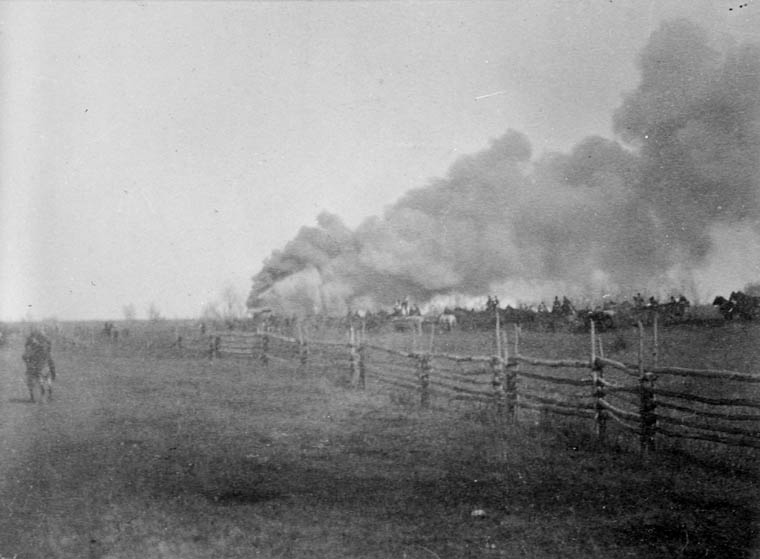
Die Schlacht von Batoche beginnt

Middleton stand weiter vor Batoche und war inzwischen durch weitere Mannschaften und eine neue, per Dampfboot eingetroffene Gatling-Kanone verstärkt worden. Am Morgen des 9. Mai brach er zur Schlacht von Batoche auf. Unterstützt durch den Gatling auf einem kleinen Dampfboot und diesmal besser vorbereitet wurde er kein zweites Mal überrascht und drang zügig bis Batoche vor. Extrem ängstlich geworden zögerte er aber die Einnahme der Stadt ohne erkennbaren Grund hinaus und hätte sich sogar fast wieder zurückgezogen. Am 12. Mai griffen mehrere sehr unruhig gewordene Mannschaften sogar ohne Middletons Befehl die Linien der Métis vor Batoche an. Letztendlich ging den Belagerten die Munition aus. Dumont flüchtete ins südlich gelegene Montana in die USA ins Exil und Riel, der sich weigerte, erneut ins Ausland zu gehen, ergab sich am 15. Mai.

### Verfolgung von Big Bear und das Ende der Rebellion
Von Westen kommend erreichte Strange mit seiner Alberta Field Force über Edmonton und den North Saskatchewan River am 25. Mai Frog Lake. Big Bear war mit seinen Leuten und den Geiseln vom Frog Lake Massaker jedoch längst verschwunden und hatte unterdessen das von den Mounties verlassene Fort Pitt der North-West Mounted Police (NWMP) niedergebrannt. Als am 29. Mai Strange mit seinen Leuten das Lager der Cree bei Fort Pitt erreichte, waren diese gut vorbereitet und das Scharmützel, die Schlacht am Frenchman’s Butt, endete mit dem Rückzug beider Parteien. Eine kleine Abteilung der NWMP unter Sam Steele folgte den Cree Richtung Norden und stellte sie schließlich in der Schlacht am Loon Lake am 3. Juni. Die Indianer, fast ohne Munition, ließen ihre Geiseln frei und zerstreuten sich, und Steele kehrte mit den Befreiten, zur Neige gehenden Vorräten und einigen Verletzten nach Süden um. Es war die letzte „Schlacht“, die bis heute auf kanadischem Boden stattgefunden hat.
In den Wochen darauf ergaben sich die Indianer nacheinander, zuletzt Big Bear am 2. Juli, womit die Rebellion endgültig beendet war.

## Nachspiel

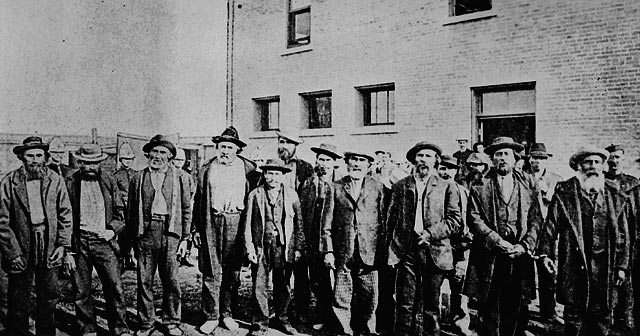
Gefangene Métis und Indianer nach der Nordwest-Rebellion

Louis Riel wurde vor Gericht gestellt und zum Tod am Strang verurteilt, was große Spannungen zwischen den französischen und englischen Kanadiern nach sich zog. Gabriel Dumont ergab sich auf seiner Flucht in Montana der US-Kavallerie, wurde aber als politischer Flüchtling anerkannt und kehrte 1888 nach einer Amnestie nach Kanada zurück. Zahlreiche Métis aus Batoche gerieten in Gefangenschaft.
Poundmaker und Big Bear wurden zu Gefängnisstrafen verurteilt, acht andere Indianer, unter ihnen Wandering Spirit, jedoch zum Tode.
Die Canadian Pacific Railway hatte dem kanadischen Militär zu einer noch in der Red-River-Rebellion undenkbaren Mobilität verholfen und wurde mit neuen günstigen Krediten von der Regierung belohnt. Im gleichen Jahr noch konnte sie die Trasse von Osten bis nach Vancouver in British Columbia fertigstellen.